# Athens (Geòrgia)
Athens és una població dels Estats Units a l'estat de Geòrgia. Segons el cens de l'est. 2009 tenia 114.983 habitants. És la seu de la Universitat de Geòrgia i això fa que la ciutat estigui molt influïda per la cultura estudiantil. S'hi ha fundat uns quants grups de rock alternatiu, com R.E.M., The B-52's i Indigo Girls.

## Demografia
Segons el cens del 2000, Athens tenia 100.266 habitants, 39.239 habitatges, i 19.344 famílies. La densitat de població era de 328,8 habitants per km².
Dels 39.239 habitatges en un 22,3% hi vivien nens de menys de 18 anys, en un 32,3% hi vivien parelles casades, en un 13,3% dones solteres, i en un 50,7% no eren unitats familiars. En el 29,9% dels habitatges hi vivien persones soles el 5,8% de les quals corresponia a persones de 65 anys o més que vivien soles. El nombre mitjà de persones vivint en cada habitatge era de 2,35 i el nombre mitjà de persones que vivien en cada família era de 2,95.
Per edats la població es repartia de la següent manera: un 17,8% tenia menys de 18 anys, un 31,6% entre 18 i 24, un 27,3% entre 25 i 44, un 15,3% de 45 a 60 i un 8% 65 anys o més.
L'edat mitjana era de 25 anys. Per cada 100 dones de 18 o més anys hi havia 93,4 homes.
La renda mediana per habitatge era de 28.118 $ i la renda mitjana per família de 41.407 $. Els homes tenien una renda mediana de 30.359 $ mentre que les dones 23.039 $. La renda per capita de la població era de 17.103 $. Entorn del 15% de les famílies i el 28,6% de la població estaven per davall del llindar de pobresa.

## Poblacions més properes
El següent diagrama mostra les poblacions més properes.

## Personatges il·lustres
- Quentin Moses, jugador de futbol americà.
- Wadsworth Jarrell, artista.
- Kim Basinger, actriu.
- Cindy i Ricky Wilson i Keith Strickland, fundadors dels The B-52's.